# Matt Luff
Matthew „Matt“ Luff (* 5. Mai 1997 in Oakville, Ontario) ist ein kanadischer Eishockeyspieler, der seit November 2024 bei den Springfield Thunderbirds aus der American Hockey League (AHL) unter Vertrag steht und dort auf der Position des rechten Flügelstürmers spielt. Zuvor absolvierte Luff unter anderem 106 Spiele für die Los Angeles Kings, Nashville Predators und Detroit Red Wings in der National Hockey League (NHL).

## Karriere
Luff verbrachte seine Juniorenzeit zunächst bis zum Ende der Saison 2013/14 in seiner Geburtsstadt Oakville in der Provinz Ontario. Nachdem der Stürmer dort zunächst für das unterklassige Juniorenteam der Oakville Rangers aufgelaufen war, absolvierte im Verlauf der Spielzeit auch zehn Einsätze für die Oakville Blades aus der Ontario Junior Hockey League. Zum Spieljahr 2014/15 wurde er schließlich von den Belleville Bulls aus der Ontario Hockey League unter Vertrag genommen, nachdem diese ihn bereits vor Jahresfrist in der OHL Priority Selection ausgewählt hatten. Bei den Bulls absolvierte Luff seine erste OHL-Saison, ehe er im Sommer 2015 mit dem Franchise einen Umzug vollzog und für die folgenden zwei Spielzeiten im Trikot der Hamilton Bulldogs in derselben Liga auflief. Während dieser Zeit wurde der Kanadier als erster Spieler der Bulldogs überhaupt mit einem NHL-Einstiegsvertrag ausgestattet, als er im September 2016 von den Los Angeles Kings aus der National Hockey League ein Vertragsangebot erhalten hatte. Im NHL Entry Draft war er noch unberücksichtigt geblieben.
Nach dem Abschluss seiner Juniorenkarriere debütierte Luff noch zum Ende der Saison 2016/17 im Kader von Los Angeles’ Farmteam, den Ontario Reign, in der American Hockey League. Mit Beginn der Spielzeit 2017/18 gehörte er für das Spieljahr zum Stammkader des Teams und kam inklusive der Playoffs zu 71 Einsätzen, in denen er 30 Scorerpunkte erzielte. Nachdem der Offensivspieler auch zu Beginn der Saison 2018/19 im Aufgebot der Reign gestanden hatte, wurde er Anfang November 2018 erstmals in den NHL-Kader der Los Angeles Kings beordert, wo er in der Folge eines Stammplatz erhielt. Nach über vier Jahren in der Organisation der Kings wurde Luffs auslaufender Vertrag nach der Spielzeit 2020/21 nicht verlängert, sodass er sich als Free Agent den Nashville Predators anschloss. In gleicher Weise wechselte er im Juli 2022 zu den Detroit Red Wings, wo er hauptsächlich bei den Grand Rapids Griffins in der AHL eingesetzt wurde.
Im September 2024 wechselte der abermals vertragslose Luff auf Probe zu deren Ligakonkurrenten Charlotte Checkers. Das Engagement endete allerdings bereits nach sechs Einsätzen zwei Monate später, da ihm die Springfield Thunderbirds aufgrund seiner Leistungen einen festen Vertrag angeboten hatten.

## Karrierestatistik
Stand: Ende der Saison 2024/25
(Legende zur Spielerstatistik: Sp oder GP = absolvierte Spiele; T oder G = erzielte Tore; V oder A = erzielte Assists; Pkt oder Pts = erzielte Scorerpunkte; SM oder PIM = erhaltene Strafminuten; +/− = Plus/Minus-Bilanz; PP = erzielte Überzahltore; SH = erzielte Unterzahltore; GW = erzielte Siegtore; 1 Play-downs/Relegation; Kursiv: Statistik nicht vollständig)